# 密苏里阔步龙
密苏里阔步龙（学名：Hypsibema missouriensis，/ˌhɪpsɪˈbiːmə mɪˌzʊəriˈɛnsɪs/；原为密苏里新龙，后改名为密苏里帕尔龙，部分文献中也拼写为Hypsibema missouriense）是草食性恐龙阔步龙属下的一个物种，为美国密苏里州的州恐龙，也是为数不多的官方恐龙之一。该物种的骨骼发现于1942年，出土地点位于格伦艾伦附近一个后来被称作克里斯特恐龙遗址（Chronister Dinosaur Site）的地方。密苏里阔步龙的残骸是密苏里州已知首次发现的也是唯一产自该地区的恐龙化石。尽管它最初被认为是一种蜥脚类，但是后期研究将其确认为一种鸭嘴龙科或“鸭嘴恐龙”，此分类群的成员皆有着扁平颚部，类似鸭嘴。该物种的部分骨骼发现于克里斯特恐龙遗址，现保存于华盛顿特区的史密森学会。

## 特征

数种大型鸟脚类恐龙的体型比较，从左到右顺序分别为：巨型山东龙（红）、宽尾巨保罗龙（黄）、连接埃德蒙顿龙（棕）、窄吻栉龙（蓝）、密苏里阔步龙（橙）、嘉荫卡戎龙（紫）、贝尼萨尔禽龙（绿）

该物种估计具有约1,000颗小型牙齿，重3—4短噸（2.7—3.6公噸）（或接近于现代大象），站立时背部高10英尺（3.0），体长从头到尾可伸展约30—35英尺（9.1—10.7）。密苏里阔步龙生存于晚白垩世坎帕阶的密苏里州南部。它并非是一种食肉动物，与其它鸭嘴龙类相比，其牙齿更接近锯齿状，为当时密苏里植被非常粗糙或坚硬的标志。
古生物学家查尔斯·惠特尼·吉尔摩（Charles Whitney Gilmore）与地质学家丹·斯图尔特（Dan R. Stewart）在1945年的《古生物学杂志》报告中描述了从密苏里取回的尾椎，写道:“尾椎为骨双凹形（amphicoelus）；尾椎椎体长于其宽度；端部具有凹入的中央区域，该中央区域饰有被平坦外围边界包围的放射状隆起及凹陷；人字骨面仅位于后端。”在十三节成年恐龙的尾骨中，十二节看起来是连续的，最小的椎体长69（2.7英寸）。

## 发现
在密苏里州的布灵格县，当克里斯特家族的成员在挖掘一个蓄水池时首次发现密苏里阔步龙的遗骸，这些化石随后被斯图尔特收集，后来昵称为“恐龙丹”（命名自以丹·斯图尔特）。1942年，密苏里州地质调查局的斯图尔特在检查格伦艾伦附近的粘土时偶然遇见一个男孩，后者带着斯图尔特来到他家，此刻其家人正在挖掘地面。据斯图尔特说，房主露露·克里斯特（Lulu Chronister）在挖掘时发现几块“不寻常”的骨头，并把它们保存了下来。这些化石发现于斯图尔特家地下8英尺（2.4）左右深处，总深度为24英尺（7.3），并“嵌入黑色塑性粘土中。”斯图尔特向史密森学会报告了他的发现，该学会以50美元的价格从克里斯特一家手中购买13块恐龙尾椎，后来又用于购买一头牛。另外两块类型不明的骨头也发现于现场，还有一块椎骨是露露·克里斯特送给一个朋友的。在史密森学会，人们对这些骨头进行了分析，但是对它们的物种类别做出了错误的鉴定。
直到1990年左右，发掘工作重新开始，古生物学家们基本上没有接触过发现骨头的地方。该地还发现了其他恐龙、鱼类、海龟和植物的遗骸，其中包括一些牙齿，可能属于暴龙超科。此地亦出土了密苏里阔步龙骨骼的其它部分，包括牙齿与部分颌骨。在克里斯特遗址发现的各种动物群的遗骸表明，该地区附近曾经存在一大片水域。

### 挖掘现场的地质学
来自密苏里州圣路易斯市的古生物学家盖伊·达鲁（Guy Darrough）目前在挖掘现场工作，他说，在密苏里州发现恐龙骨骼“简直是个奇迹”，因为该州松软的土壤导致了大部分史前遗迹的退化，一些找到的遗骸已被侵蚀作用或其它作用破坏了。虽然密苏里州大部分地区位于古生代或前寒武纪时期的岩石上，但克里斯特遗址位于中生代岩石之上。斯图尔特在被指派研究歐扎克高地东南部粘土的起源后发现这些骨骼，并能够得出结论：该地区部分位于早白垩纪时期的沉积物上，尽管该时期的大部分沉积物已被侵蚀殆尽。
克里斯特一家在其农舍西南面的一块石灰岩上挖了一口井（由于无法提供足够的水，他们最终放弃了这口井）。农舍位于一个陡峭山谷的底部，坐落于该遗迹之上。斯图尔特将发现骨头的粘土层描述为：9英尺（2.7）厚，位于地表黄棕色粘土和砾石的7英尺（2.1）以下、致密的石灰岩之上。之前对该遗址的解释认为它仅是一个水坑中的少量粘土沉积；然而，从沉积物中发现的水生分类群（如甲鱼）表明在白垩纪时代其为沿海平原湖泊环境。
| 纲 Class                | 目 Order | 科 Family | 属 Genus | 种 Species                                                                                             |
| ----------------------- | --- | --- | --- | --- |
| 软骨鱼纲 Chondrichthyes | 弓鲛亚目 Hybodontoidea 鳐目 Batoidea                                                                                      | 弓鲛科 Hybodontidae 不明 unknow | 滑齿鲨属 Lissodus 不明 unknow                                                                                      | 未定种 sp. 不明 unknow                                                                                 |
| 硬骨鱼纲 Osteichthyes   | 半椎鱼目 Semionotoidea 弓鳍鱼目 Amioidea                                                                                  | 雀鳝科 Lepisosteidae 弓鳍鱼科 Amiidae | 雀鳝属 Lepisosteus 普拉塔克鱼属 Platacodon                                                                         | 未定种 sp. Platacodon nanus                                                                            |
| 爬行纲 Reptilia         | 龟鳖目 Chelonia 龟鳖目 Chelonia 鳄目 Crocodylia 蜥臀目 Saurischia 蜥臀目 Saurischia 蜥臀目 Saurischia 鸟臀目 Ornithischia | 泥龟科 Dermatemydidae 鳖科 Trionychidae 鳄科 Crocodylidae 似鸟龙科 Ornithomimidae 暴龙科 Tyrannosauridae 驰龙科 Dromaeosauridae 鸭嘴龙科Hadrosauridae | 内米奥龟属 Naomichelys 鳖属 Trionyx 雷迪氏鳄属 Leidyosuchus 不明 unknow 不明 unknow 不明 unknow 阔步龙属 Hypsibema | Naomichelys speciosa 未定种 sp. 未定种 sp. 不明 unknow 不明 unknow 不明 unknow Hypsibema missouriensis |

虽然该矿床的年龄为晚白垩世，但发现了与含生物骨骼的粘土有关的几种古生代沉积物；材料来自中奥陶世普拉丁（Plattin）和金姆斯威克（Kimmswick）石灰岩、晚奥陶世马库克塔组（Maquoketa formation）、早志留世班布里奇群（Bainbridge Group）石灰岩以及早泥盆世贝利组（Bailey Formation）石灰岩中，并为研究该矿床的地质学家所认知。这些沉积物在成分和年龄上都与大理石山（Marble Hill）和格伦艾伦（Glen Allen）发现的沉积物相似，而且很可能与其有关。大理石山构造中的白垩纪层状粘土中发现了晚白垩世的树叶印痕，但没有发现脊椎动物化石。

### 鉴定
史密森学会的吉尔摩和斯图尔特在1945年1月的《古生物学杂志》（Journal of Paleontology）上首次将该物种描述为一种蜥脚类，这是一种错误的、无确凿证据的分类方法。吉尔摩仅根据排除法将其鉴定为蜥脚类，而当时他仅知道该物种的分类有两种可能性，即鸭嘴龙科或蜥脚类，而他驳斥了前者，并说：“克里斯特标本的椎体更为拉长，可能为粗尾阔步龙（H. crassicauda Cope, 1869）的例外，并且仅于后端存在人字骨面，似乎足以表明这些化石不属于鸭嘴龙科成员。”
这一物种最初被称为密苏里新龙（Neosaurus missouriensis），同年晚些时候，吉尔摩和斯图尔特将其更名为密苏里帕尔龙（Parrosaurus missouriensis），因为前者是一个复名。然而，吉尔摩不久后就去世了，这些骨头几十年来一直没有动过。
密苏里帕尔龙在1979年由唐诺·贝尔德（Donald Baird）和约翰·霍纳再次被移到阔步龙属下。20世纪70年代末，地质学家布鲁斯·斯汀科姆（Bruce L. Stinchcomb）读到吉尔摩20世纪50年代的报告后来到克里斯特遗址，并从克里斯特家族的一位成员那里购买了这处房产，在20世纪80年代，他和大卫·帕里斯（David Parris）和芭芭拉·格兰德夫（Barbara Grandstaff）进行了试验性挖掘，这使得他们得出结论：密苏里阔步龙实际上是一种鸭嘴龙科，而非蜥脚类动物。托马斯·霍兹（Thomas Holtz）曾建议将此物种改名为帕尔龙。

## 州恐龙的选定
2004年1月21日，密苏里州众议员罗德·杰顿和杰森·克劳威尔在密苏里州众议院提出了一项法案。杰顿最初提议将鸭嘴龙作为州恐龙，但不够具体，因此众议院自然资源保护委员会决定将密苏里阔步龙作为其州恐龙。该法案随后被提交给第92届密苏里州议会，并于2004年3月8日在密苏里州众议院以147票赞成、4票反对的结果获得通过，随后亦在密苏里州参议院于2004年5月14日以34票对0的投票结果获得通过，并于2004年7月9日获得时任州长鲍勃·霍登的批准。该法案，即众议院法案1209于2004年8月28日生效。密苏里州随后成为继科罗拉多州、马里兰州、新泽西州、德克萨斯州、怀俄明州以及哥伦比亚特区之后美国第六个指定官方恐龙的州。

## 地区影响

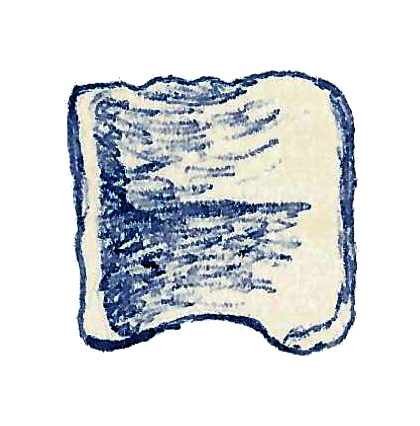
椎骨

2005年，布林格县的企业代表和当地政府官员举行会议，试图创造更多收入，并提出了一个以恐龙为中心的旅游活动。一些企业在55号州际公路上制作了一块广告牌，上面写着“密苏里恐龙的故乡，布林格县自然历史博物馆（Bollinger County Museum of Natural History）”，同时展示了一些已发现的骨骼，并指出他们对该物种化石的展览吸引了来自美国其他地区的游客。他们还指出，密苏里阔步龙被指定为州恐龙后，游客人数增加了两倍。
2008年3月，密苏里州一个全尺寸模型建造完成并于博物馆展出。2008年3月7日，时任密苏里州众议院议长的杰顿为州议会议员举办了一场晚宴，庆祝展览的完成。这项为期两年的项目由达鲁指导，他同时负责克里斯特恐龙遗址的挖掘工作。它也是唯一一个永久性的博物馆展品。在展览开幕式上，杰顿提到，他希望挖掘地点有一天能成为国家公园的一部分。目前，密苏里州欧扎克恐龙项目的挖掘工作正在进行中。遗址已被覆盖，以防止水流过挖掘中的材料。格伦艾伦附近的克里斯特遗址目前为斯汀科姆私人所有，也是密苏里州唯一发现恐龙骨骼的地方。